# Thingyan Moe
Thingyan Moe  (burmesisk: သင်္ကြန်မိုး)) er en burmesisk film fra 1985 instrueret af Nay Aung med Zin Wine , Khin Than Nu May Than Nu hovedrollerne. Filmen handler om en musikers liv fra 1959 til 1985, med mange scener der traditionelt følger.

## Medvirkende
- Nay Aung som Nyein Maung
- Zin Wine som Thet Htway
- Khin Than Nu som Khin Khin Htar
- May Than Nu som Nwe Nwe

## Priser
1985Myanmar Motion Picture Academy Awards
- Academy Award for Best Picture: Thuriya Pyinnya Films
- Academy Award for Best Director: Maung Tin Oo
- Academy Award for Best Cinematography: Chit Min Lu